# Noix d'arec
Pour les articles homonymes, voir Arec et Bétel.

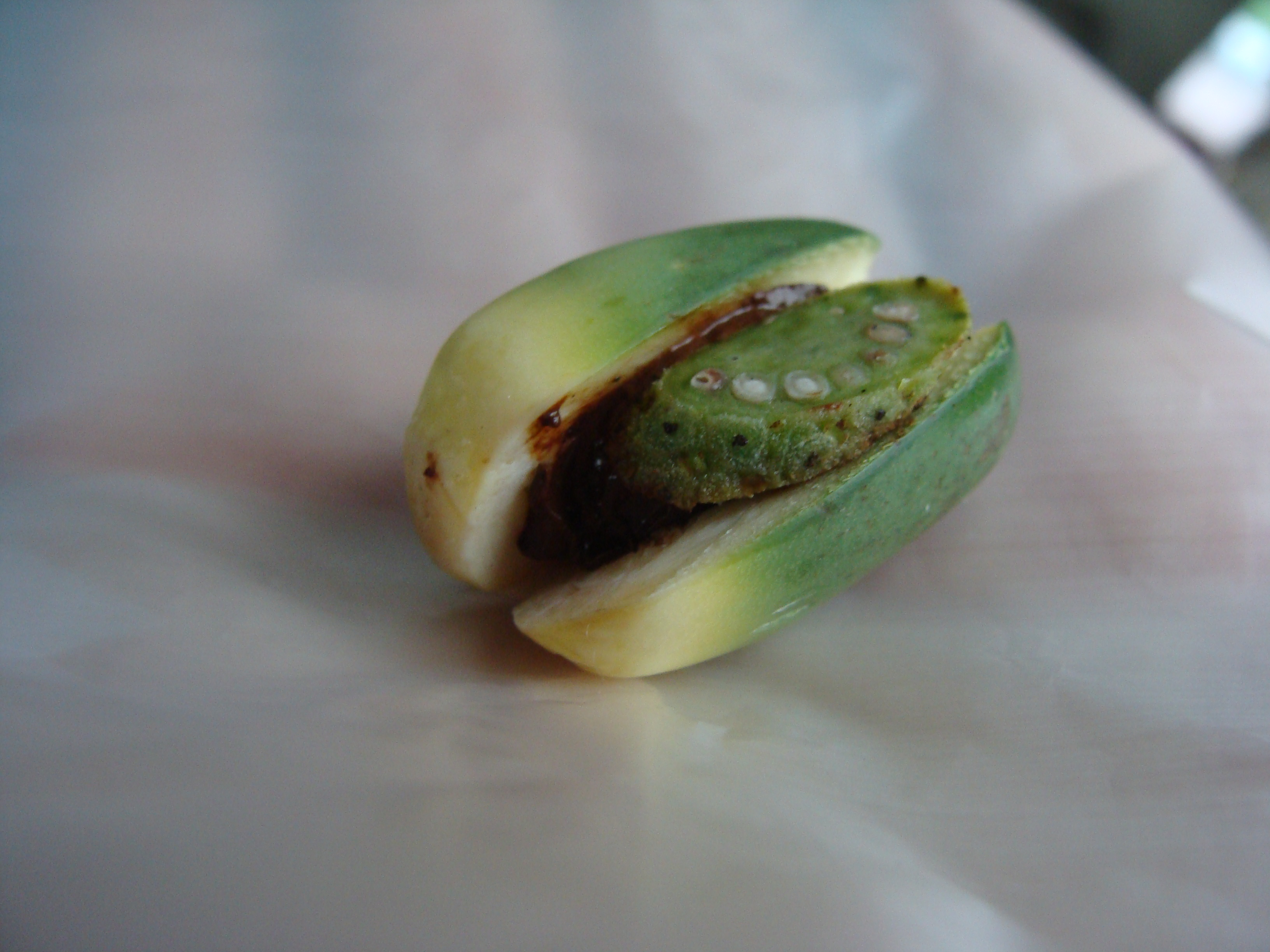
Noix d'arec prête à être consommée.

La noix d’arec, également improprement appelée noix de bétel, est le fruit de l'aréquier Areca catechu. Elle contient une graine qui est consommée dans de nombreux pays d’Asie, fraîche ou après traitement dans l'eau bouillante ou encore après séchage. Elle sert à fabriquer une « chique de bétel », une préparation à mâcher avec la feuille de bétel.

## Pharmacologie
Les principes actifs contenus dans ce fruit sont des flavan-3-ols, des tanins condensés et de 0,2 à 0,5 % d'alcaloïdes.
Les alcaloïdes les plus importants sont l'arécaïne et l'arécoline qui sont comparables à la nicotine pour leurs effets stimulants, anorexigènes et légèrement euphorisants.
On trouve aussi de l'arécaïdine, de l'arécolidine, de la guracine, de la guvacoline et d'autres alcaloïdes non encore étudiés.

## Utilisation
L'extrait de noix d'arec est connu comme l'un des nombreux cachous  tinctoriaux, et la médecine ayurvédique la préconise depuis longtemps pour les affections de la bouche et de la gorge, principalement pour lutter contre les problèmes d'haleine fétide, mais son usage participe à l'apparition de divers cancers dont celui du larynx, cela étant causé par les principes actifs de la noix d'arec. Elle est également utilisée comme vermifuge traditionnel sous forme de comprimés ou d'infusion en Inde et dans plusieurs contrées en Asie.

### Préparation du bétel
Si mâcher du bétel pour ses propriétés stimulantes fait partie intégrante de beaucoup de cultures asiatiques, les techniques de préparation présentent des différences régionales et ont évolué au XXe siècle.
La noix d'arec est soit émincée soit râpée, souvent parfumée par des épices puis mélangée avec de la chaux (oxyde de calcium) et depuis la période coloniale parfois avec du tabac. Le tout est habituellement enveloppé dans une feuille de Piper betle et prend improprement le nom de bétel (dans certaines langues, mais pas dans les dialectes locaux qui différencient bétel et noix d'arec, bien que le mot « chiquer » y soit utilisé indifféremment pour les deux produits).
La chaux agit comme catalyseur. L'arec contient de l'arécoline, un alcaloïde qui favorise la salivation. La noix colore la salive en rouge et les dents en orange.
Traditionnellement, après une vingtaine de minutes de mastication, le consommateur recrache ce qui reste de la chique.

## Conséquences sur la santé
Au bout d'une quinzaine de minutes, le consommateur peut avoir une sensation de resserrement au niveau de la gorge qui disparaît rapidement et n'apparaît plus du tout chez le consommateur régulier.
Outre le fait que la sensation « coupe-faim » peut favoriser une dénutrition, la noix d'arec a deux conséquences sanitaires principales :
- un risque d'addiction : l'usage abusif peut conduire à une dépendance[4], peut-être pour partie liée au tabac qui est souvent associé à la noix d'arec ;
- un risque de cancer de la bouche ou des voies aérodigestives supérieures[5] (VADS) fortement augmenté si la noix est mâchée mélangée avec du tabac, ou s'il est chiqué par un fumeur[6],[7]. Même consommée sans tabac, la noix de bétel est considérée comme un cancérogène certain pour l'homme (groupe 1) par le Centre international de recherche sur le cancer[8]. L'augmentation du risque peut être multiplié jusqu'à 28[9]. Mâcher du « bétel » (noix d'arec) est un facteur d'augmentation d'aberrations chromosomiques dans les cellules des muqueuses de la bouche, et donc de risque cancérigène[10].

Par ailleurs, l'utilisation de bétel est corrélée avec un risque de survenue de diabète, d'un syndrome métabolique, d'une insuffisance rénale, de troubles cardiaque, d'hypofertilité, d'hypothyroïdie.
Le mécanisme de ces atteintes fait appel à des modifications épigénétiques de l'ADN avec méthylation de plusieurs gènes.
Une thérapie comportementale est efficace pour aider au sevrage.